# Argentina ai XXIV Giochi olimpici invernali
L'Argentina ha partecipato ai XXIV Giochi olimpici invernali, che si sono svolti dal 4 al 20 febbraio 2022 a Pechino in Cina, con una delegazione composta da sei atleti, due uomini e quattro donne.

## Delegazione
| Sport                   | Uomini | Donne | Totale |
| ----------------------- | ------ | ----- | ------ |
| Pattinaggio di velocità | -      | 1     | 1      |
| Sci alpino              | 1      | 1     | 2      |
| Sci di fondo            | 1      | 1     | 2      |
| Slittino                | -      | 1     | 1      |
| Totale                  | 2      | 4     | 6      |

## Risultati

### Pattinaggio di velocità
Distanza
| Atleta                   | Evento          | Tempo | Posizione |
| ------------------------ | --------------- | ----- | --------- |
| Maria Victoria Rodriguez | 500 m femminile | 39"70 | 30ª       |

Mass start
| Atleta                   | Evento               | Semifinale | Semifinale | Semifinale | Finale          | Finale          | Finale          |
| Atleta                   | Evento               | Punti      | Tempo      | Posizione  | Punti           | Tempo           | Posizione       |
| ------------------------ | -------------------- | ---------- | ---------- | ---------- | --------------- | --------------- | --------------- |
| Maria Victoria Rodriguez | Mass start femminile | 0          | 9 giri     | 14ª        | Non qualificata | Non qualificata | Non qualificata |

### Sci alpino
| Atleta                  | Evento                    | Tempo     | Tempo     | Tempo   | Posizione |
| Atleta                  | Evento                    | 1ª manche | 2ª manche | Totale  | Posizione |
| ----------------------- | ------------------------- | --------- | --------- | ------- | --------- |
| Tomás Birkner de Miguel | Slalom gigante maschile   | DNF       | DNF       | DNF     | DNF       |
| Tomás Birkner de Miguel | Slalom speciale maschile  | DNF       | DNF       | DNF     | DNF       |
| Francesca Baruzzi       | Slalom gigante femminile  | 1'02"43   | 1'01"57   | 2'04"00 | 29ª       |
| Francesca Baruzzi       | Slalom speciale femminile | DNF       | DNF       | DNF     | DNF       |
| Francesca Baruzzi       | Supergigante femminile    | 1'16"65   | 1'16"65   | 1'16"65 | 29ª       |

### Sci di fondo
Distanza
| Atleta           | Evento             | Tecnica classica | Tecnica classica | Tecnica libera | Tecnica libera | Totale  | Totale   | Totale    |
| Atleta           | Evento             | Tempo            | Posizione        | Tempo          | Posizione      | Tempo   | Distacco | Posizione |
| ---------------- | ------------------ | ---------------- | ---------------- | -------------- | -------------- | ------- | -------- | --------- |
| Franco Dal Farra | 15 km maschile     | N.D.             | N.D.             | N.D.           | N.D.           | 48'35"5 | +10'40"7 | 86º       |
| Franco Dal Farra | Skiathlon maschile | LAP              | LAP              | LAP            | LAP            | LAP     | LAP      | 63º       |
| Nahiara Díaz     | 10 km femminile    | N.D.             | N.D.             | N.D.           | N.D.           | 40'30"8 | +12'24"5 | 96ª       |

Sprint
| Atleta           | Evento           | Qualificazioni | Qualificazioni | Quarti di finale | Quarti di finale | Semifinali      | Semifinali      | Finale          | Finale          |
| Atleta           | Evento           | Tempo          | Pos.           | Tempo            | Pos.             | Tempo           | Pos.            | Tempo           | Pos.            |
| ---------------- | ---------------- | -------------- | -------------- | ---------------- | ---------------- | --------------- | --------------- | --------------- | --------------- |
| Franco Dal Farra | Sprint maschile  | 3'09"95        | 74º            | Non qualificato  | Non qualificato  | Non qualificato | Non qualificato | Non qualificato | Non qualificato |
| Nahiara Díaz     | Sprint femminile | 4'05"46        | 83ª            | Non qualificata  | Non qualificata  | Non qualificata | Non qualificata | Non qualificata | Non qualificata |

### Slittino
| Atleta                 | Evento            | 1ª manche | 1ª manche | 2ª manche | 2ª manche | 3ª manche | 3ª manche | 4ª manche       | 4ª manche       | Totale   | Totale |
| Atleta                 | Evento            | Tempo     | Pos.      | Tempo     | Pos.      | Tempo     | Pos.      | Tempo           | Pos.            | Tempo    | Pos.   |
| ---------------------- | ----------------- | --------- | --------- | --------- | --------- | --------- | --------- | --------------- | --------------- | -------- | ------ |
| Verónica María Ravenna | Singolo femminile | 59"811    | 24ª       | 59"780    | 22ª       | 59"719    | 25ª       | Non qualificata | Non qualificata | 2'59"310 | 24ª    |